# Miss Alagoas 2016
Miss Alagoas 2016 seria a 60ª edição do tradicional concurso de beleza nacional de Miss Alagoas, que escolhe a melhor candidata municipal para o certame nacional de Miss Brasil 2016. A representante foi eleita por um júri técnico que avaliou diversas candidatas previamente inscritas pela internet. A vitoriosa foi anunciada pela rede social do concurso nacional no Facebook e pela organização alagoana, comandada por Márcio Mattos, esta foi Gabriele Marinho. Uma coroação adequada ocorreu no dia 12 de Agosto no Espaço Pierre Chalita, em Maceió. A cerimônia de posse também contou com a presença da Miss Brasil 2007, Natália Guimarães, a Miss Brasil 2010, Débora Lyra, sob a apresentação da Miss Brasil 2013, Jakelyne Oliveira. Camila Leão, detentora do título do ano passado, passou a faixa para a sua sucessora no final da solenidade.

## Resultado
| Colocação    | Município e Candidata       |
| Miss Alagoas | - Maceió - Gabriele Marinho |

## Histórico
A participação da candidata indicada em concursos:
| Miss São Paulo - 2015: Alagoas - Gabriele Marinho (2º. Lugar) - (Representando o município de Vinhedo) Miss Teen Alagoas - 2009: Alagoas - Gabriele Marinho (Vencedora) - (Representando a loja Kitty Chic, no Teatro Marista) Miss Mundo Brasil - 2013: Alagoas - Gabriele Marinho (5º. Lugar) - (Representando o Estado do Rio de Janeiro em Mangaratiba, RJ) | Miss Brasil Juvenil - 2009: Alagoas - Gabriele Marinho (Vencedora) - (Representando o Estado de Alagoas em Salvador, BA) Miss Teen Brasil - 2010: Alagoas - Gabriele Marinho (Vencedora) - (Representando o Estado de Sergipe em São Paulo, SP) Miss Teen Mundo - 2011: Alagoas - Gabriele Marinho (Vencedora) - (Representando o Brasil no Texas, Estados Unidos) |